# Candy (canção de Robbie Williams)
"Candy" é uma canção do artista musical britânico Robbie Williams, contida em seu segundo álbum de estúdio Take the Crown (2012). Foi composta pelo próprio juntamente com Gary Barlow e Terje Olsen, sendo produzido por Jacknife Lee. A faixa lançada como primeiro single do disco em 11 de setembro de 2012.

## Faixas e formatos
| Descarga digital |         |         |  |
| N.º              | Título  | Duração |  |
| 1.               | "Candy" | 3:21    |  |

| CD single      |                                          |         |  |
| N.º            | Título                                   | Duração |  |
| 1.             | "Candy"                                  | 3:21    |  |
| 2.             | "Candy" (Max Sanna & Steve Pitron Remix) | 6:56    |  |
| Duração total: | Duração total:                           | 10:17   |  |

| EP de remisturas |                                          |         |  |
| N.º              | Título                                   | Duração |  |
| 1.               | "Candy"                                  | 3:21    |  |
| 2.               | "Candy" (Max Sanna & Steve Pitron Remix) | 6:52    |  |
| 3.               | "Candy" (Major Look Remix)               | 4:26    |  |
| 4.               | "Candy" (More Candy)                     | 7:07    |  |
| Duração total:   | Duração total:                           | 21:46   |  |